# 臺中線震災復興紀念碑
臺中線震災復興紀念碑，是一座位於臺灣臺中市后里區泰安車站月臺北側旁的紀念碑，屬於自然災害傳承碑，係紀念1935年新竹-台中地震而設立，今已列為臺中市文化資產。

## 沿革
1935年4月21日清晨，臺灣中部發生芮氏規模為7.1大地震，造成當時海岸線及舊山線地區受災嚴重。該地震同時造成部分鐵道遭受破壞，其中山線一直到1938年7月15日才修復完成。當時的泰安車站內尚有一列北上22次普通列車停靠該站，因地震破壞山線，該列車只好就地停放，直到三年後山線修復通車才被拖出修理。
隨舊山線於1938年7月15日竣工恢復通車。為紀念此次復建工程概要、罹難人員，以及各地嚴重的災區或特殊地點皆立有碑銘，藉以「慰靈」與「追悼殉難者」做為震災紀念，建設改良課課長小山三郎因而在泰安車站旁設立紀念碑。
戰後時期，紀念碑上的日文碑文被遭到刻意刨除，並試圖將其以水泥糊過進行破壞，該紀念碑後經過維護，現作為泰安車站旗下鐵道周邊景觀群對外開放參觀。2000年，歸因泰安車站見證了早期交通發展歷程，建築具有時代特色之理由而指定為臺中縣縣定古蹟，其範圍包括車站本體、月台與震災復興紀念碑，後隨縣市升格而改為市定古蹟。

## 設計
震災復興紀念碑採用「砲彈型」形狀，其碑底設有一座碑文，根據古蹟修復專家劉寧顏翻譯如下：

昭和十年四月三十一日黎明，大安溪中流出現激震，造成官營鐵路臺中線前所未有之慘禍。災情波及海岸線之一部分致本島南北交通完全杜絕，緊急應變策施僅打通海線，臺中縣碰巧接近震源，且一部分在斷層線上，特別涉及橋樑溝渠築堤軌道諸建築物、通信線路等許多設備毀損，尤其在本島鐵路據天險地勢之十六分、后里站間所有七處隧道、三座橋樑悉數受到致命性的損害。以後三年間此區間之列車停駛，施行重建工程之主要處所是窿垠、苗栗、銅鑼灣第一、二、三、四、五、六、七、八、九之十二隧到後龍溪魚藤坪溪內社川大安溪之四橋樑、苗栗機關庫、銅鑼大安站建築本體和諸建築物等工程費總額達到三百二十八萬圓。隧道橋樑工程以周密的計畫期望儘速完成，但工程中再三遇到不可測之障礙，中日戰爭突然發生，工程材料蒐集困難，致工程遭致全面性的延遲，昭和十三年七月十五日台中線終於竣工通車，茲敘述重建工程之概要做為震災復興之紀念。
昭和十三年七月
建設改良課長從二位勳三等  小山三郎               

## 外部連結
- 縱貫鐵路舊山線—泰安車站 - 國家文化資產網 （页面存档备份，存于）